# Valdemar Hansen (borgmester)
 Der er flere personer med dette navn, se Valdemar Hansen.
Valdemar Hansen (1. juli 1886 i Herstedvester – 28. august 1972) var en dansk politiker, der i perioden 1929 til 1962 tjente som Glostrup Kommunes politiske leder; først som sognerådsformand indtil 1952, derefter borgmester indtil 1962; valgt for Socialdemokratiet. Han er den absolut længst siddende politiske leder i Glostrup Kommune. Det blev i alt til 33 år som leder. Allerede 1921 var han blevet valgt ind i sognerådet, og fra 1935 til 1958 sad han også i Københavns Amtsråd.
Han var søn af arbejdsmand Peter Emilius Hansen (død 1950) og hustru Maren Kirstine, født Nielsen, (død 1940), blev udlært murersvend i 1907 var på Rødkilde Håndværkerhøjskole i 1911 og tog senere forskellige kurser på Teknologisk Institut.
Valdemar Hansen var medlem af bestyrelsen for Københavns Amts Sognerådsforening fra 1930 og af bestyrelsen for Amtsrådsforeningen fra 1950, formand for landvæsensnævnet for Københavns Amts søndre Birk 1949-56, medlem af Sygehusrådet fra 1951, af Hovedstadskommissionen 1939-48, af Socialdemokratiets hovedbestyrelse 1929-57, af Murerforbundets hovedbestyrelse 1948-53, af Byplannævnet fra 1949, af Samfærdselskommissionen fra 1950 og af kredsledelsen for Andelsbanken i Glostrup fra 1928. I 1943 var han medstifter af Glostrup Boligselskab og var den første bestyrelsesformand i selskabet.
Valdemar Hansen blev gift den 6. april 1913 med Mary Jensen (født 6. september 1888 på Frederiksberg), datter af overportør Søren Jensen (død 1930) og hustru Ane Marie, født Simonsen, (død 1945).
I 2016 udskrev Rigshospitalet (som Glostrup Hospital er en del af) en konkurrence blandt hospitalets ansatte om et navn til vejen ind til hospitalet. Afdelingssygeplejerske Birgitte Lerche foreslog navnet "Valdemar Hansens Vej", da Hansen som borgmester i 1950'erne var med til at sikre placeringen af sygehuset i Glostrup.
Valdemar Hansens Vej vandt konkurrencen, og på regionsrådsmødet den 16. august 2016 godkendte regionsrådet Rigshospitalets forslag til vejnavnet, som derfor blev fremsendt til Glostrup Kommune, hvor vejnavnet blev endeligt vedtaget på kommunalbestyrelsesmødet den 12. oktober 2016.